# Tabu
Tabu označava zabranu ili izbjegavanje neke radnje ili govora o nekoj temi koja se u određenoj društvenoj grupi smatra posebno odbojnom, uvredljivom, svetom i sl.
Riječ potječe iz tonganskog i drugih oceanijskih jezika. Kod polinezijskih naroda značila je zabranu koja se stavljala na neki predmet, rad, riječ i sl.
Po vjerovanju, narušavanje te zabrane povlačilo je za sobom tešku bolest ili smrt.
U totalitarnim režimima značila je uglavnom zabranu na neke razgovore ("tabu"-teme), govore, misli, rad, i sl. 